# Kherliganj
Kherliganj là một thị trấn thống kê (census town) của quận Baran thuộc bang Rajasthan, Ấn Độ.

## Nhân khẩu
Theo điều tra dân số năm 2001 của Ấn Độ, Kherliganj có dân số 7391 người. Phái nam chiếm 52% tổng số dân và phái nữ chiếm 48%. Kherliganj có tỷ lệ 58% biết đọc biết viết, thấp hơn tỷ lệ trung bình toàn quốc là 59,5%: tỷ lệ cho phái nam là 70%, và tỷ lệ cho phái nữ là 44%. Tại Kherliganj, 16% dân số nhỏ hơn 6 tuổi.